# Divco

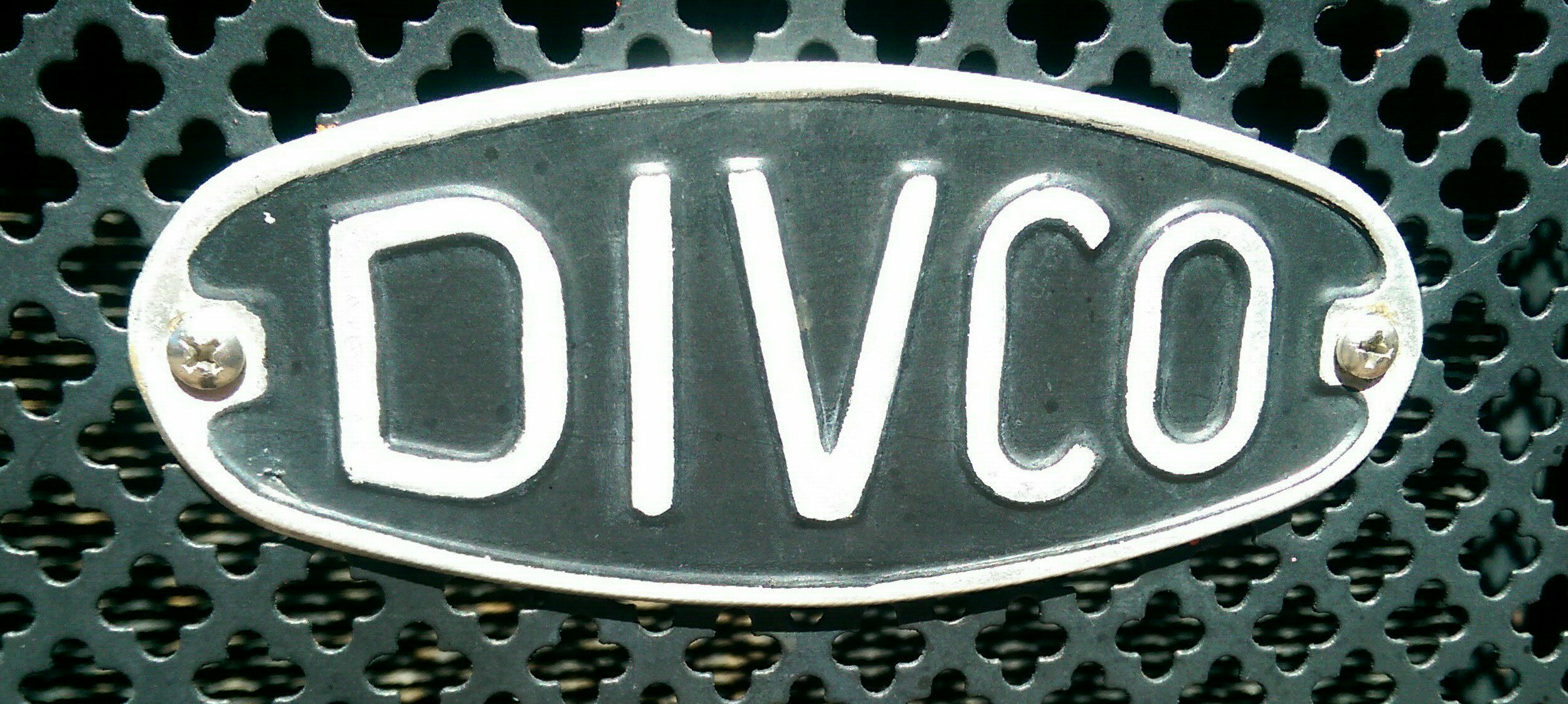
Значок Divco

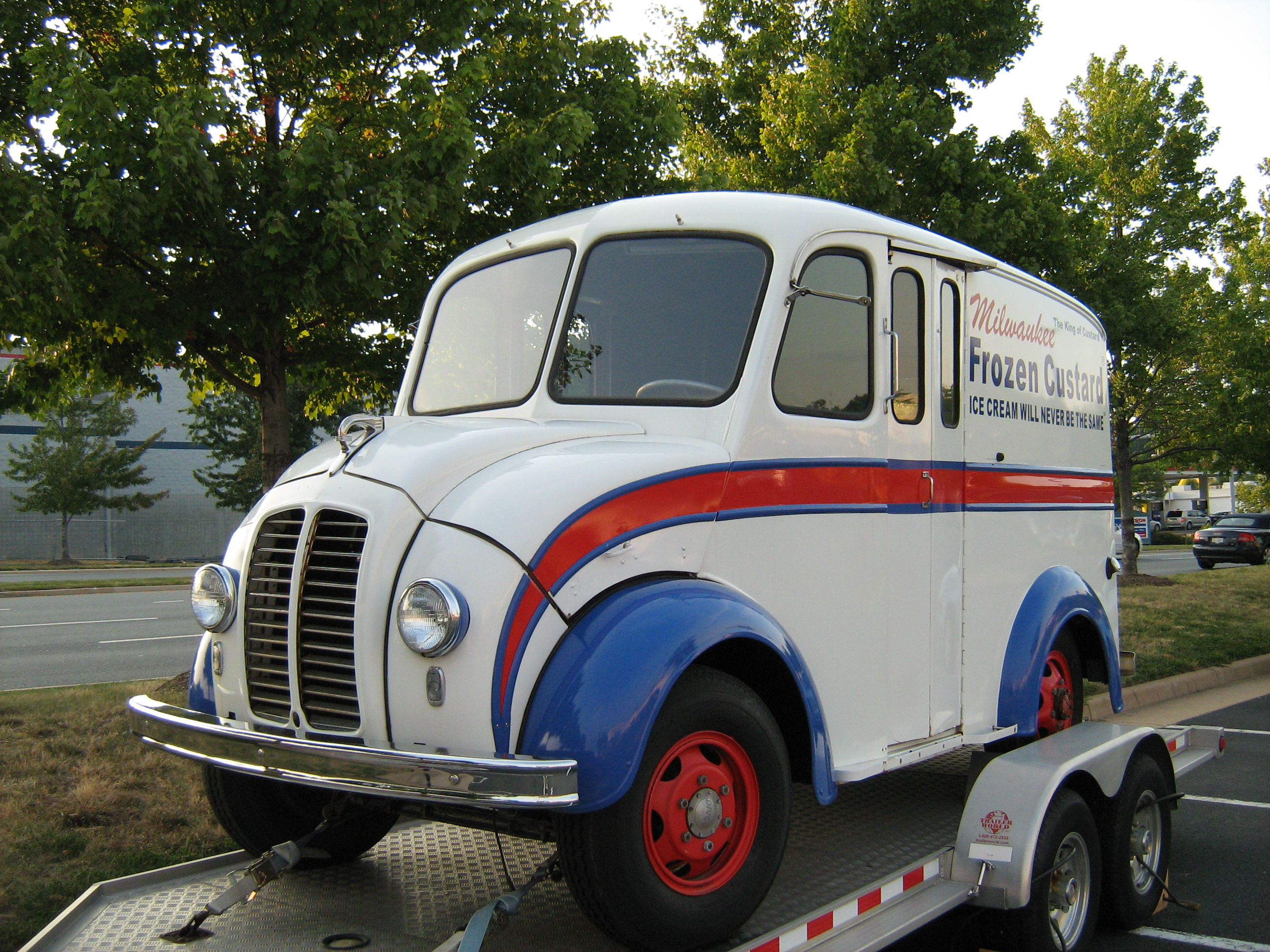
Доставка вантажівки Divco

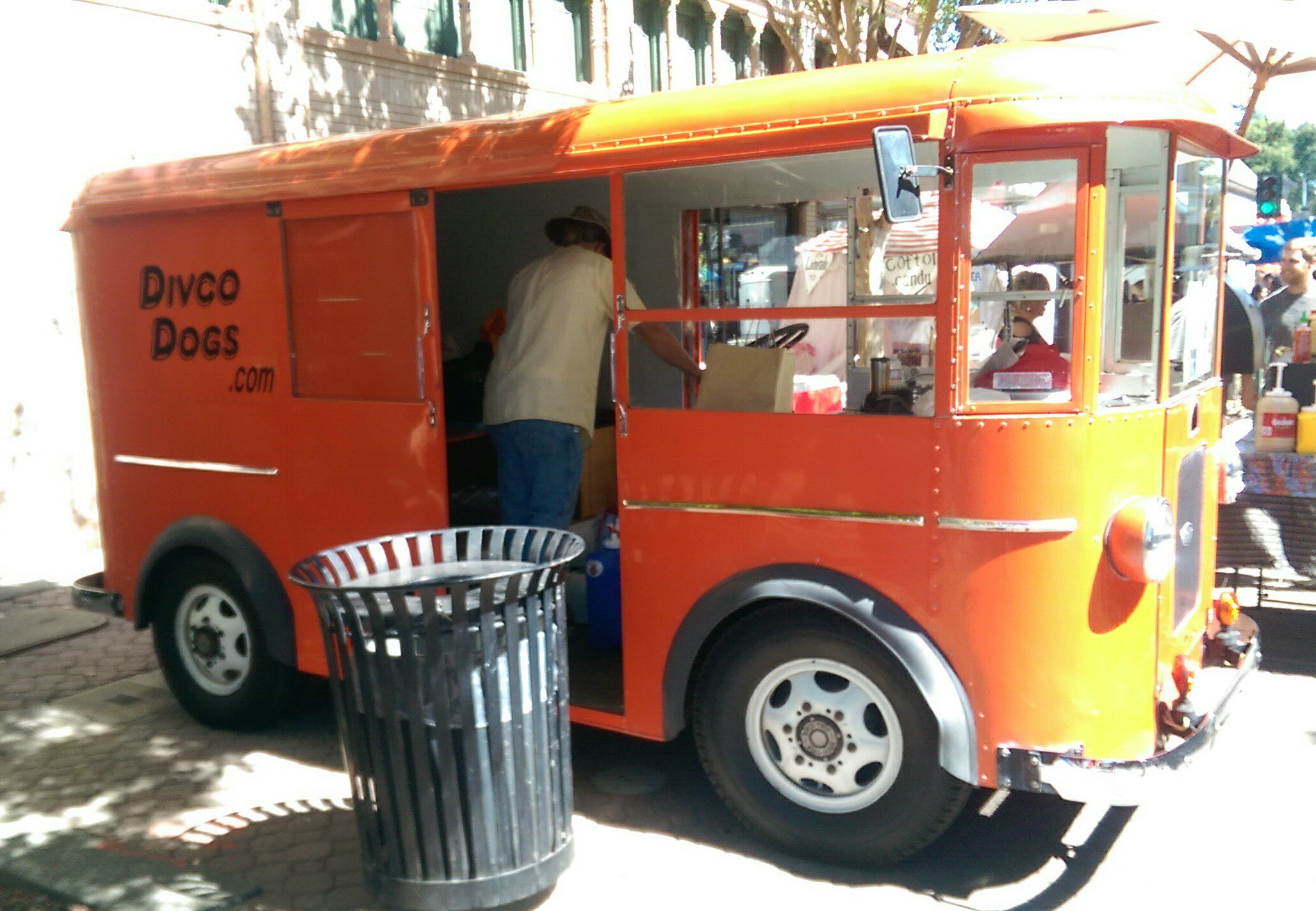
Divco Twin 1938 року в Напі, штат Каліфорнія

Divco — торгова марка вантажних автомобілів, що випускаються та продаються в США.
Divco розшифровується як Detroit Industrial Vehicles COmpany. Компанія Divco добре зарекомендувала себе завдяки своїм багатостороннім вантажівкам з доставкою, особливо у виробництві молочних продуктів, як транспортних засобів для доставки додому. 

## Історія
Головний інженер Detroit Electric Vehicle Company, Джордж Бекон, запропонував використовувати бензиновий двигун, щоб подолати обмеження їх дальності та продуктивності в холодну погоду.  Оскільки його боси відмовили, Бекон заснував Детройтську промислову транспортну компанію в 1926 році. 
Перші Divco "Модель A" були дуже прості та практичні транспортні засоби. 1927 року компанія пережила реорганізацію з метою зменшення  витрат.  У 1928 році була представлена більш звична "Модель G", яка перетворилася на "Модель S", виготовлена в 1930-х роках.  Під час Великої депресії компанія була викуплена компанією Continental Motors Company  Вона постачала більшість двигунів, встановлених у вантажівках Divco, а потім, в 1936 році відокремилась від Continental, придбала Twin Coach, ставши таким чином "Divco-Twin". 
У 1937 році був представлений новий дизайн, який включав зварений суцільносталевий кузов фургона та капот. Ця модель виготовлялась майже без змін до кінця виробництва в 1986 році.  З новою "Моделью U" компанія побудувала нове виробниче приміщення на околиці Детройта. 
У більшості вантажівок Divco засоби управління,  включаючи дросель та гальмо, встановлені на рульовій колонці, дозволяли їздити стоячи.  На ранніх моделях не було рефрижераторного устаткування, а вантажі що швидко псувались  обкладали льодом. Це призводило до корозії внутрішніх поверхонь кузова. У рекламі того часу всіляко підкреслювалася вигідність використання економічних вантажівок. 
У 1957 році Divco об’єднався з Wayne Works в Річмонді, штат Індіана, і сформував Divco-Wayne. В цей час деякі вантажівки Divco були модифіковані сидіннями та вікнами від Wayne Works, щоб створити дивідендний автобус Divco. Divco був відокремлений від компанії в 1968 році, а виробництво було перенесено з Детройта в Делавер, штат Огайо, в 1969 році.  Виробництво закінчилось у 1986 році.
Wayne продовжував виробництво автобусів до 1992 року. Далі відбулося банкрутство та ліквідація компанії.